# Sazaníkovité
Sazaníkovité (Calycanthaceae) je čeleď nižších dvouděložných rostlin z řádu vavřínotvaré (Laurales). Jsou to opadavé nebo stálezelené keře, rozšířené ve východní Asii, Severní Americe a Austrálii. Některé druhy se pěstují jako okrasné dřeviny, zejména sazaník květnatý a zimnokvět časný.

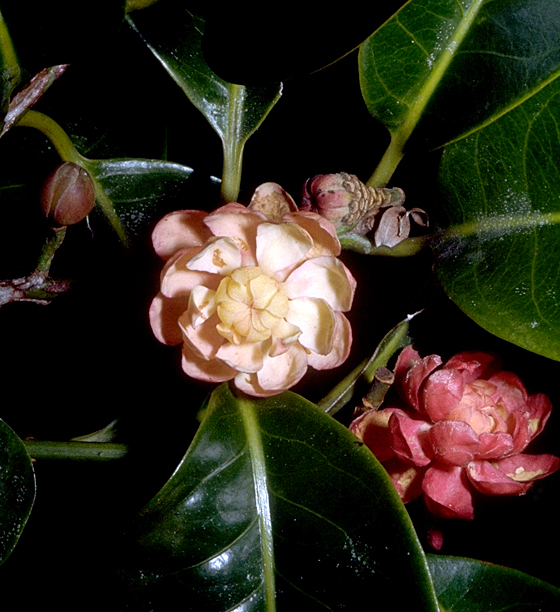
Idiospermum australiense

## Popis
Sazaníkovité jsou opadavé nebo stálezelené keře se vstřícnými listy bez palistů. Listy jsou jednoduché, celistvé, řapíkaté, téměř či zcela celokrajné, se zpeřenou nebo síťnatou žilnatinou. Větévky jsou dichotomicky větvené. Květy jsou oboupohlavné, vrcholové nebo úžlabní, většinou jednotlivé. Okvětí je nerozlišené na kalich a korunu nebo gradující od kališních ke korunním lístkům. Lístky okvětí jsou ve spirále, v počtu 15-30. Gyneceum je ukryto v lahvicovité češuli, a je složeno až z 20 volných nesrostlých pestíčků. V každém pestíku jsou 2 vajíčka, většinou se však vyvíjí pouze jedno. Tyčinky vyrůstají na horním okraji češule, v počtu od 5 po velmi mnoho. Plodem je složený plod (pseudokarp) s nažkami uloženými v duté češuli. Plod je zprvu dužnatý, později vysychá nebo i dřevnatí.

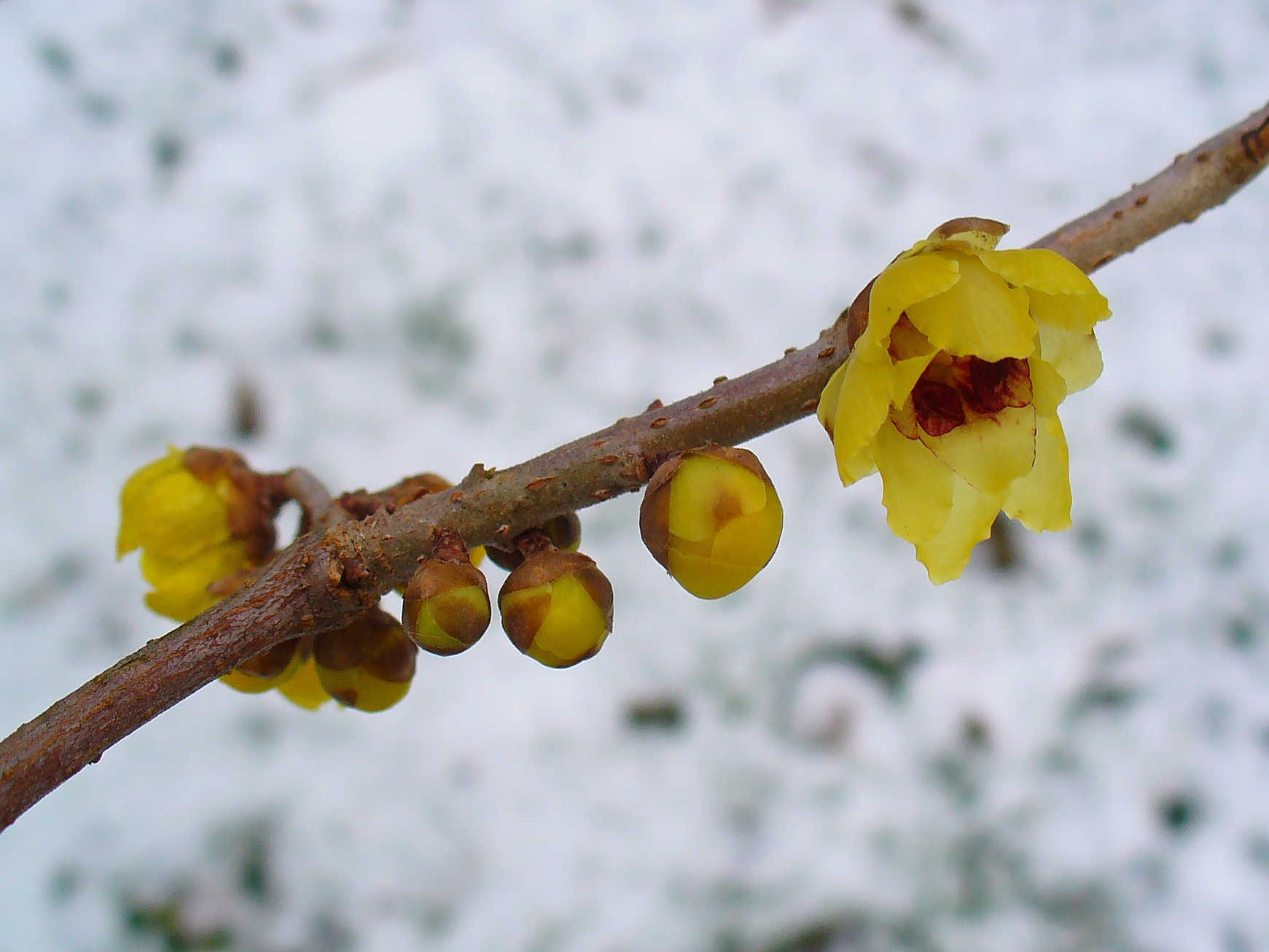
Kvetoucí zimnokvět časný
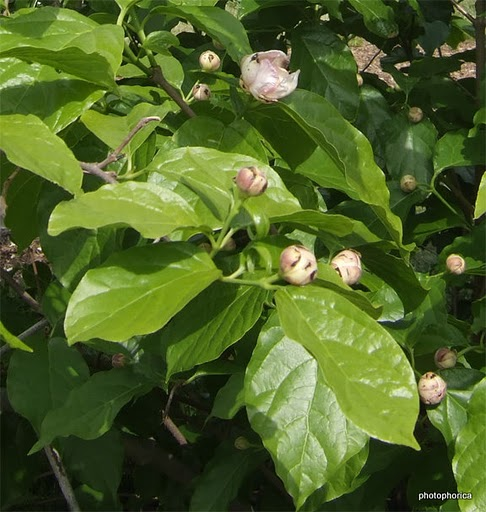
Sazaník čínský
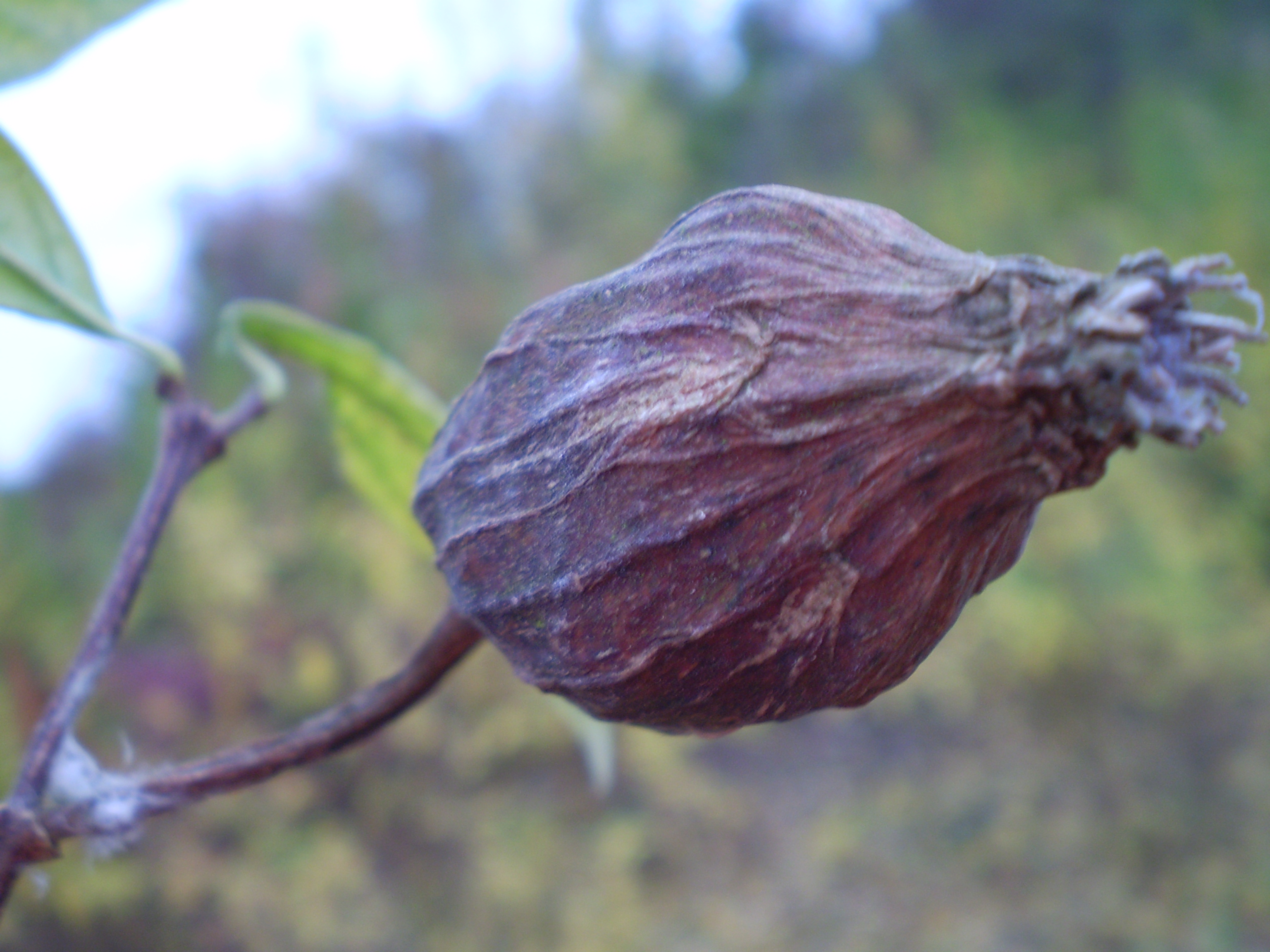
Suchý plod sazaníku květnatého

## Rozšíření
Čeleď sazaníkovité zahrnuje 11 druhů ve 3 rodech. Rod zimnokvět (Chimonanthus) má 6 druhů, rozšířených v Číně. Tři druhy rodu sazaník (Calycanthus) se vyskytují v Severní Americe, 1 druh v Číně. Druh Idiospermum australiense pochází z Queenslandu v severovýchodní Austrálii.

## Obsahové látky
Sazaníky obsahují jedovatý alkaloid kalykantin příbuzný strychninu, a jsou jedovaté pro člověka i pro zvířata.

## Taxonomie
Sazaníkovité se z ostatních čeledí řádu vavřínotvaré (Laurales) vymykají převážně subtropickým rozšířením a velkými květy.
Do čeledi byl v systému APG vřazen australský rod Idiospermum, řazený dříve některými taxonomy (Cronquist, Tachtadžjan) do samostatné čeledi Idiospermaceae. Čínský druh sazaníku Calycanthus chinensis byl v minulosti oddělován do samostatného rodu Sinocalycanthus.

## Zástupci
- sazaník (Calycanthus)
- zimnokvět (Chimonanthus), též zimokvět[5][6]

## Význam
Některé druhy se pěstují v České republice jako okrasné keře, zejména sazaník květnatý (Calycanthus floridus), sazaník čínský (C. chinensis) a zimnokvět časný (Chimonanthus praecox). Existují i zahradní kultivary a rovněž kříženec sazaníku květnatého se sazaníkem čínským, známý pod názvem Calycanthus x raulstonii (případně jako mezirodový kříženec ×Sinocalycalycanthus raulstonii).

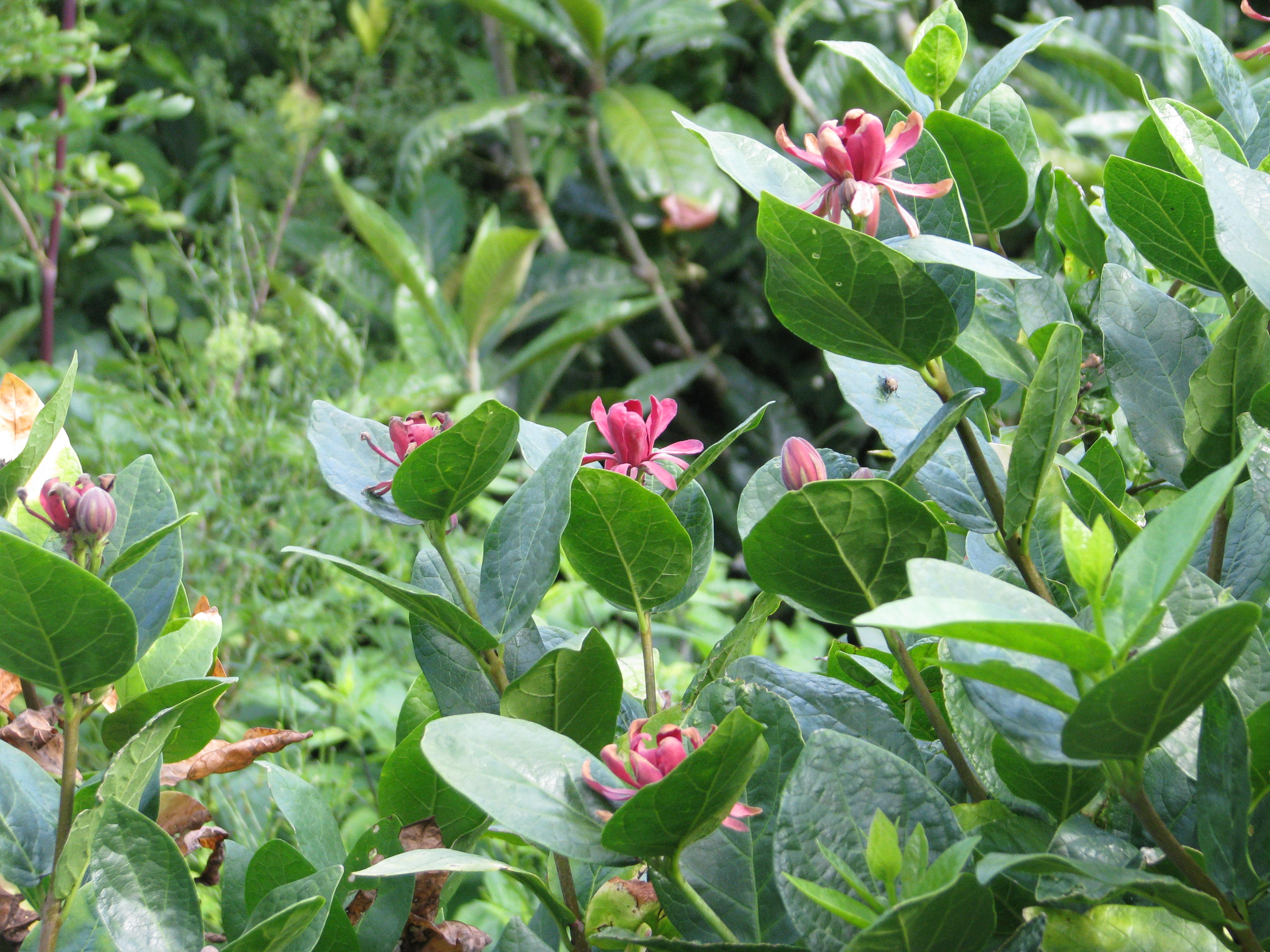
Kvetoucí sazaník západní
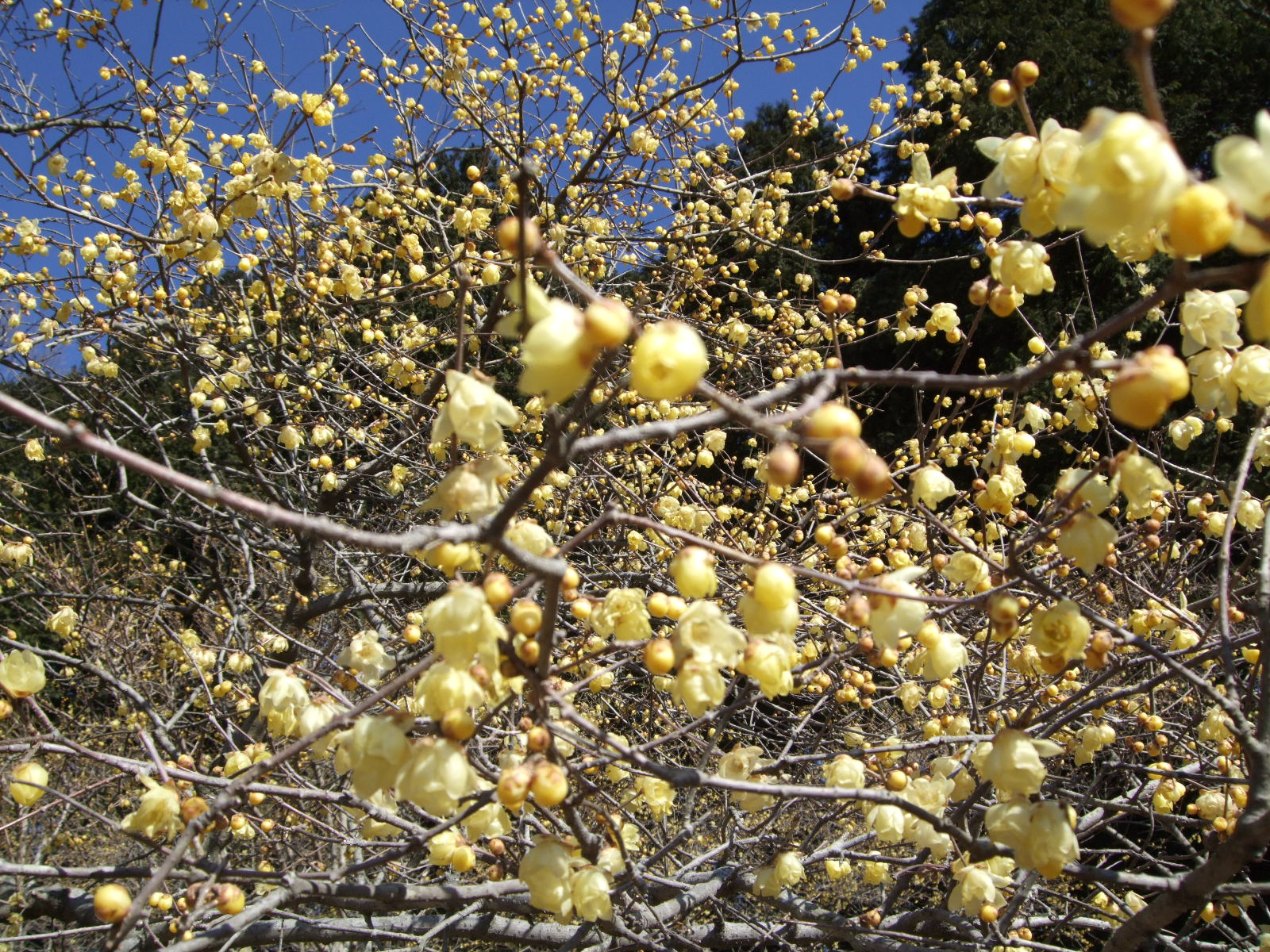
Rozkvetlý zimnokvět časný
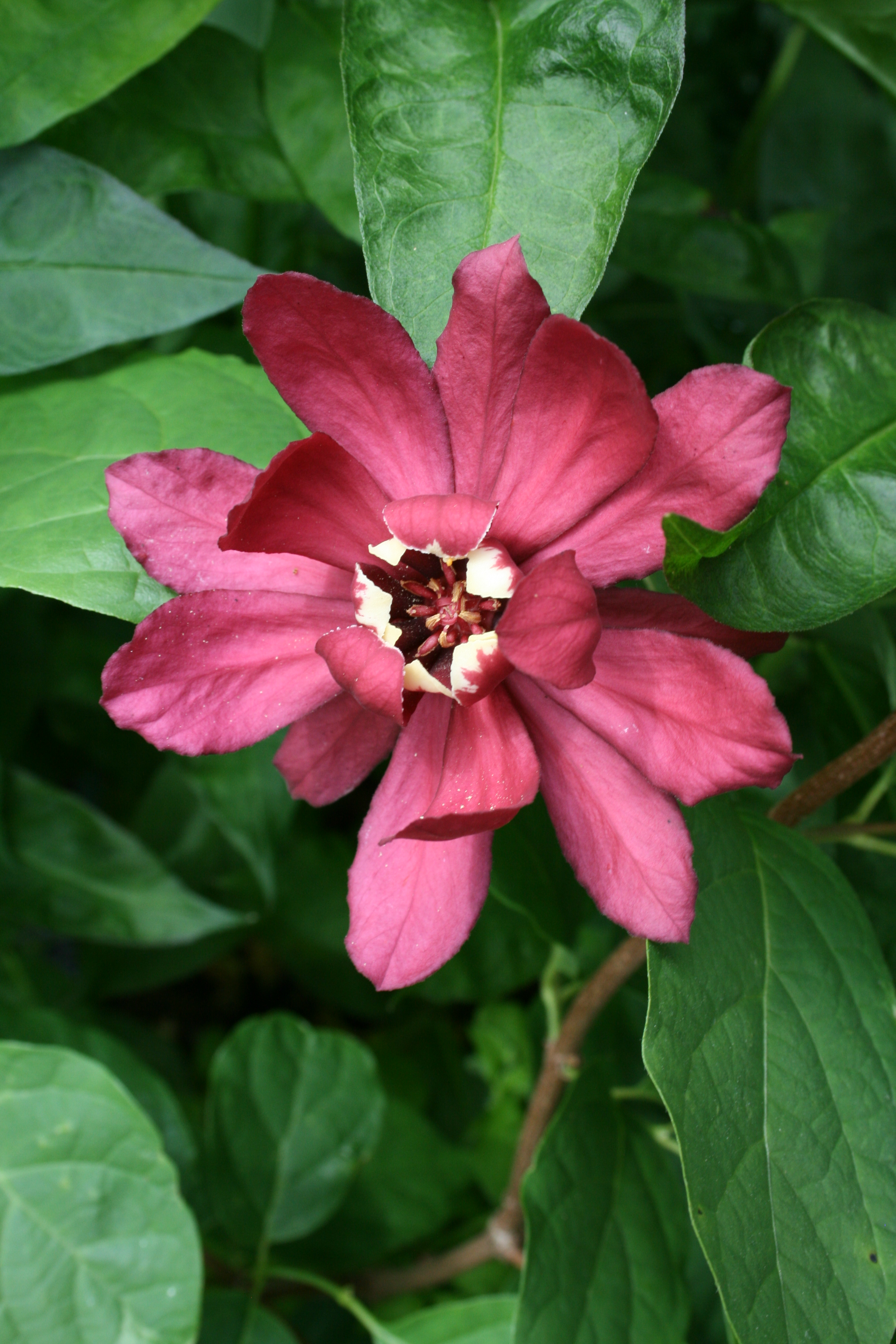
Calycanthus x raulstonii 'Hartlage Wine'

## Přehled rodů
Calycanthus (včetně Sinocalycanthus), Chimonanthus, Idiospermum